# Donald Wedekind
Donald Lenzelin Wedekind (* 4. November 1871; † 5. Juni 1908 in Wien) war ein deutsch-schweizerischer Schriftsteller. Zu seinen Geschwistern zählen der Schriftsteller Frank Wedekind und die Opernsängerin Erika Wedekind.

## Leben
Donald Wedekind wuchs auf dem von seinem Vater erworbenen Schloss Lenzburg im schweizerischen Kanton Aargau auf. Mit 16 Jahren verließ er das Gymnasium und ging zur kaufmännischen Lehre nach Livorno. 1888 durch den Tod des Vaters finanziell unabhängig geworden, unternahm er zunächst eine Reise durch die USA. 1892 holte er seine Reifeprüfung am Gymnasium der Kantonsschule Solothurn nach. Noch im gleichen Jahr konvertierte er zum katholischen Glauben und ging nach Rom, um sich dort taufen zu lassen.
Versuche, eine feste Stellung im deutschen Kulturbetrieb zu erlangen, missrieten, so in München 1898 wegen eines jähzornigen Ausfalls. Seine schriftstellerischen Produkte erhielten nicht die erhoffte Resonanz. Morphiumsüchtig geworden, verspielte er sein Erbe. An Syphilis erkrankt, ging er 1906 zur Kur nach Baden bei Wien. Als sein Versuch, als Redakteur zu arbeiten, mit seiner Entlassung endete, fuhr er nach Wien und erschoss sich im Prater. Begraben wurde er auf dem Döblinger Friedhof in Wien.
Donald Wedekind verfasste vor allem Novellen, einige davon erotischen Inhalts, sowie zahlreiche Essays und Feuilletons. Darüber hinaus verfasste er den Roman Ultra Montes, in dem er u. a. Grossstadt, Lesbianismus und Parlamentarismus kritisiert. Weitere Themen des Romans sind die Schwierigkeiten Jugendlicher mit der Sexualität sowie, als Leitthema mit überraschender Wendung, der konfessionelle Gegensatz, den er von einem ultramontanistischen Standpunkt aus betrachtet. Ort der Handlung ist eine Aargauer Burg, die v. a. Elemente von Schloss Wildegg enthält.

## Werke
- Schloss Lenzburg in Geschichte und Sage (Novellen, 1891, Neuauflage Zürich 1956)
- Das rote Röckchen (Novellen, 1896)
- Ultra Montes (Roman, 1903, Neuauflage Zürich 1956)[1]
- Bébé Rose (Novellen, 1904)
- Oh, mein Schweizerland ! (Novellen, 1906)
- Berlin (Roman, begonnen 1904, unvollendet)
- weitere Novellen in: Der Kandidat am goldenen Tor (Herausgeber: Lorenz Jäger), Frankfurt/Main 1992